# 7 mai
ianuarie • februarie • martie  • aprilie  • mai  • iunie  • iulie  • august  • septembrie  • octombrie  • noiembrie  • decembrie
7 mai este a 127-a zi a calendarului gregorian și ziua a 128-a în anii bisecți. Mai sunt 238 de zile până la sfârșitul anului.

## Evenimente

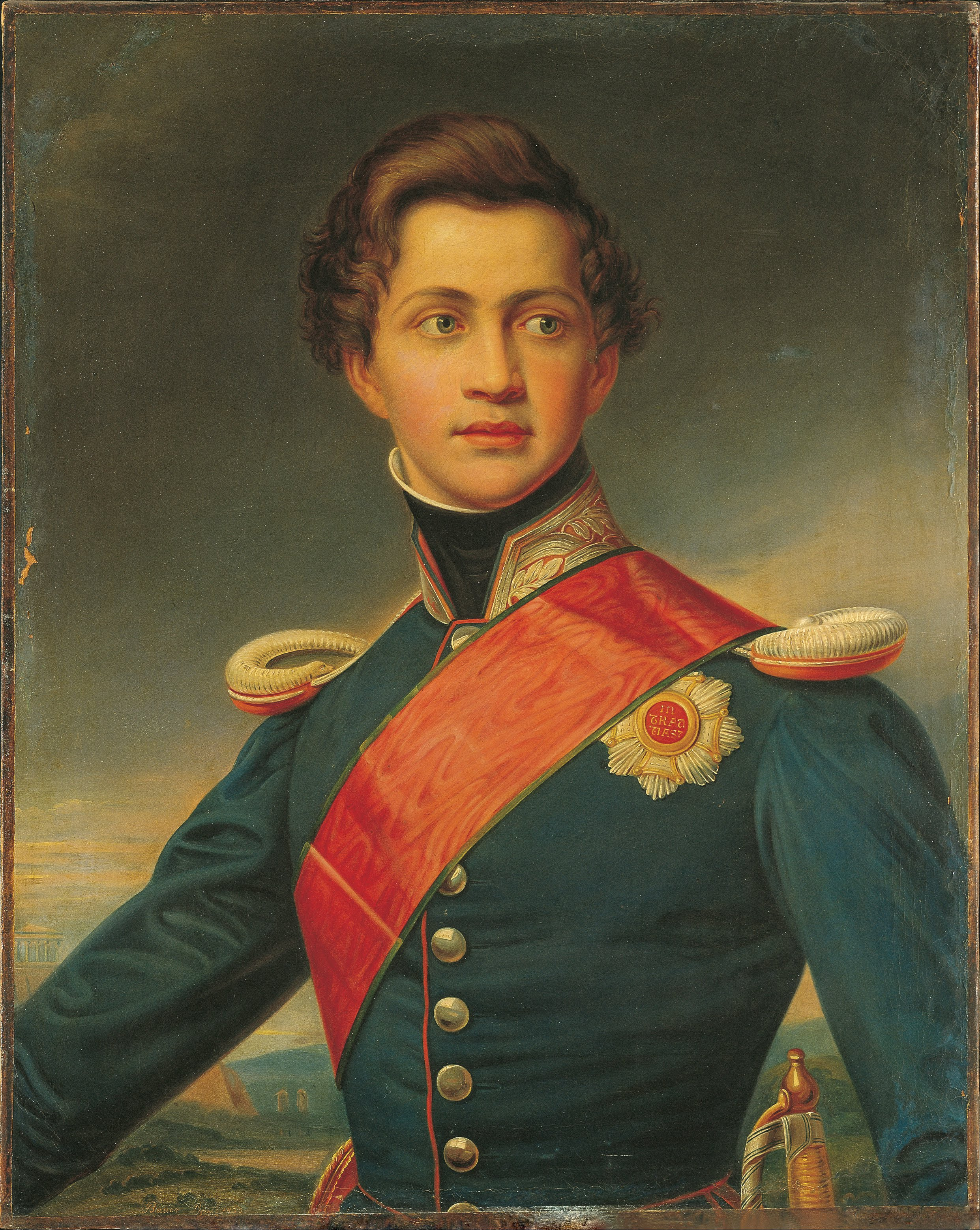
1832: Otto de Bavaria a fost ales de Marile Puteri, în cadrul unei conferințe desfășurate la Londra, rege al Greciei. A fost ales și de Adunarea Națională, la 8 august, sub numele de Otto I (1832–1862)

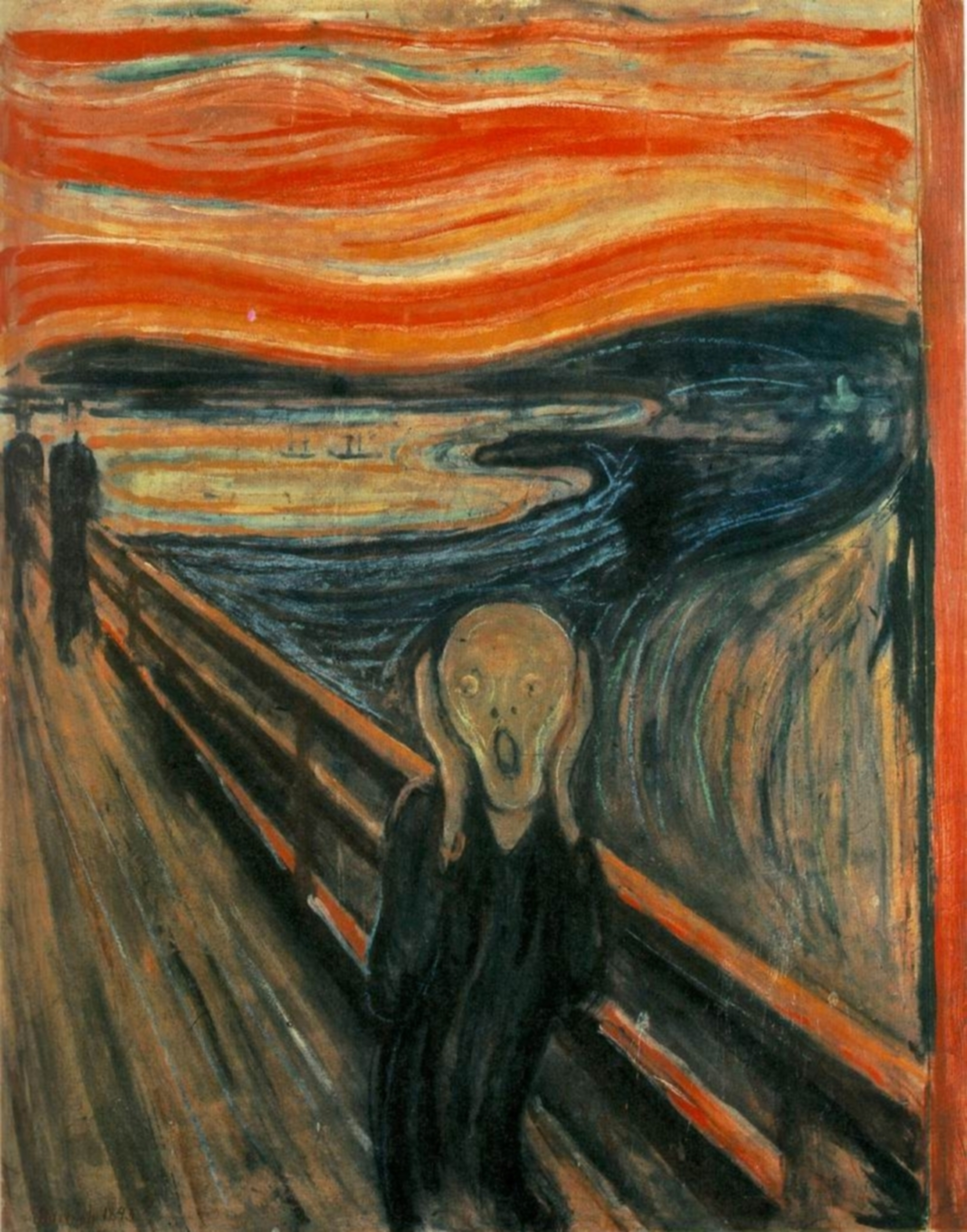
1994: Pictura iconică Țipătul, a norvegianului Edvard Munch, este recuperată intactă după ce a fost furată de la Galeria Națională a Norvegiei în februarie.

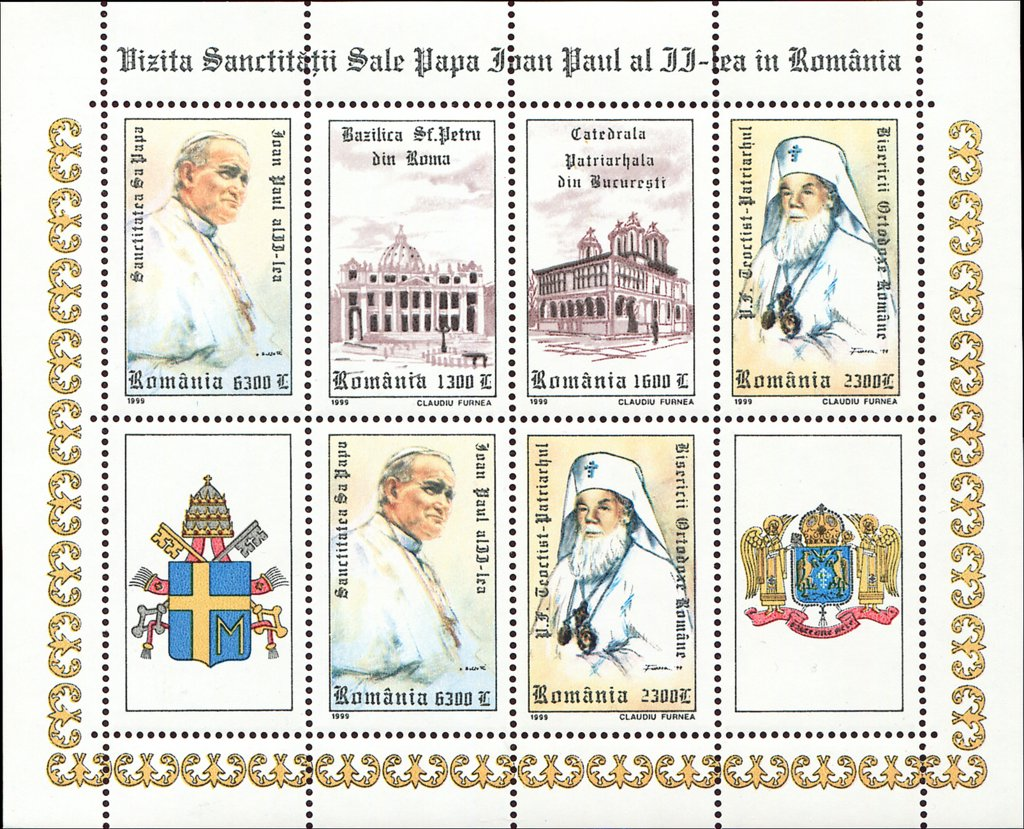
1999: Sanctitatea Sa Papa Ioan Paul al II-lea a efectuat o vizită ecumenică în România; a fost prima vizită în această țară, a unui Suveran Pontif.

- 0558: La Constantinopol, cupola Sfintei Sofia se prăbușește, la douăzeci de ani de la construirea ei.[1] Iustinian I ordonă imediat reconstruirea cupolei.
- 1211: Are loc colonizarea Cavalerilor teutoni, în Țara Bârsei, de către regalitatea maghiară.
- 1664: Încep festivitățile de inaugurare a noului Palat Versailles al lui Ludovic al XIV-lea al Franței.[2]
- 1751: Inocențiu Micu-Klein, aflat la Roma, renunță la scaunul episcopal de Făgăraș și Alba Iulia și devine episcop emerit, pentru a facilita alegerea unui nou episcop.
- 1775: Imperiul austriac anexează nord-vestul Moldovei denumind zona „Bukowina”.
- 1824: Simfonia a IX-a în Re Minor, de Ludwig van Beethoven, a avut premiera la Viena.
- 1832: Otto de Bavaria a fost ales de Marile Puteri, în cadrul unei conferințe desfășurate la Londra, rege al Greciei. A fost ales și de Adunarea Națională, la 8 august, sub numele de Otto I (1832–1862).
- 1877: „Gazeta de Transilvania” publică scrisoarea lui George Barițiu – „Epistolă respectuoasă către femeile noastre", prin care îndeamnă pe româncele din Ardeal să formeze comitete de strângere a donațiilor pentru ajutorarea armatei române și a răniților de pe front.
- 1877: Guvernul României a aderat la Convenția de la Geneva privind Crucea Roșie Internațională.
- 1884: A fost asasinat politicianul și omul de stat turc Midhat-Pașa, de către agenții sultanului Abdul-Hamid al II-lea.
- 1895: A avut loc demonstrația funcționării primei stații de radiorecepție, de către savantul rus Aleksandr Popov.
- 1918: România, fiind separată de aliații din vest, este forțată să semneze tratatul de pace de la București cu Puterile Centrale.
- 1925: Au fost înființate Camerele de comerț și de industrie.
- 1945: Al Doilea Război Mondial: Șefii militari germani capitulează fără condiții la Reims, Franța, în fața generalului american Eisenhower.
- 1946: La București începe procesul mareșalului Ion Antonescu, conducător al României în perioada 1940–1944, și al lui Mihai Antonescu, ministru de Externe și vicepreședinte al Consiliului de Miniștri între 1941–1944. Au fost condamnați la moarte și executați la 1 iunie 1946.
- 1955: URSS semnează tratatul de pace cu Franța și Marea Britanie.
- 1960: Sovietul Suprem îl alege pe Leonid Brejnev în funcția de președinte al Prezidiului în locul mareșalului Kliment Voroșilov care, la 79 de ani, s-a retras din viața publică.
- 1986: Echipa de fotbal Steaua București a cucerit, pentru prima dată în istoria fotbalului românesc, Cupa Campionilor Europeni, învingând în finală, după executarea loviturilor de la 11 m, cu 2–0, echipa spaniolă FC Barcelona. Portarul Helmut Duckadam, a reușit o performanță unică în lume – a apărat 4 lovituri de la 11 metri. Meciul s-a disputat la Sevilla, pe stadionul „Ramon Sanchez Pizjuan".
- 1987: A fost anunțată, oficial, extragerea primelor cantități de țiței din subsolul marin al platoului continental românesc al Marii Negre.
- 1990: Doi schiori norvegieni, fără câini și alte mijloace de transport, au ajuns cu bine la Polul Nord.
- 1994: Pictura iconică Țipătul, a norvegianului Edvard Munch, este recuperată intactă după ce a fost furată de la Galeria Națională a Norvegiei în februarie.
- 1995: Jacques Chirac învinge la alegerile prezidențiale din Franța.
- 1998: Mercedes-Benz cumpără Chrysler pentru 40 de miliarde de dolari și formează DaimlerChrysler în cea mai mare fuziune industrială din istorie.
- 1999: Sanctitatea Sa Papa Ioan Paul al II-lea a efectuat o vizită ecumenică în România; a fost prima vizită în această țară, a unui Suveran Pontif (7–9 mai 1999).
- 1999: În timpul acțiunilor militare din Iugoslavia, avioanele NATO au bombardat din greșeală ambasada Chinei din Belgrad, ucigând trei persoane și rănind alte 20.
- 2000: Ceremonia de investitură a lui Vladimir Putin în funcția de președinte al Rusiei, în urma alegerilor de la 26 martie 2000.
- 2003: Academia de Științe și Literatură din Mainz a acordat Premiul de literatură pentru autori de limba germană pe 2003 pentru: Cristoph Meckel, Harald Weinrich și Herta Müller.
- 2007: Arheologii israelieni au descoperit mormântul lui Irod cel Mare la sud de Ierusalim.
- 2017: Emmanuel Macron câștigă alegerile prezidențiale din Franța obținând 66,1% din voturi în defavoarea lui Marine Le Pen, cu numai 33,9% din sufragii. Prezența la vot a fost cea mai mică de după 1969 – doar 75%.

## Nașteri
- 1530: Ludovic I de Bourbon, fondatorul casei de Condé (d. 1569)
- 1700: Gerard van Swieten, medic olandez (d. 1772)
- 1711: David Hume, filosof, economist și istoric britanic (d. 1776)
- 1767: Prințesa Frederica Charlotte a Prusiei (d. 1820)
- 1794: Ernst I, Prinț de Hohenlohe-Langenburg (d. 1860)
- 1812: Robert Browning, poet englez (d. 1889)

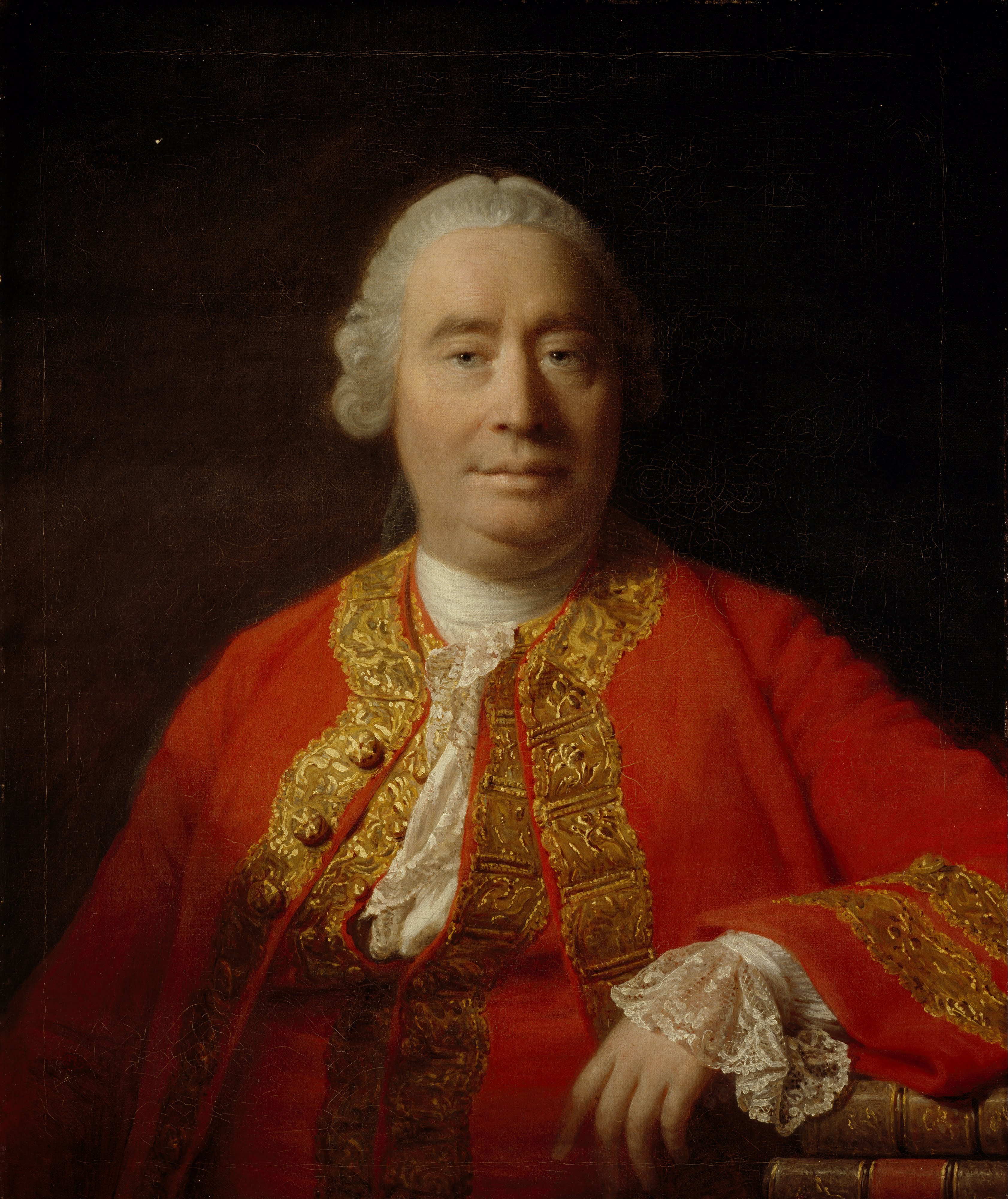
David Hume, filosof scoțian
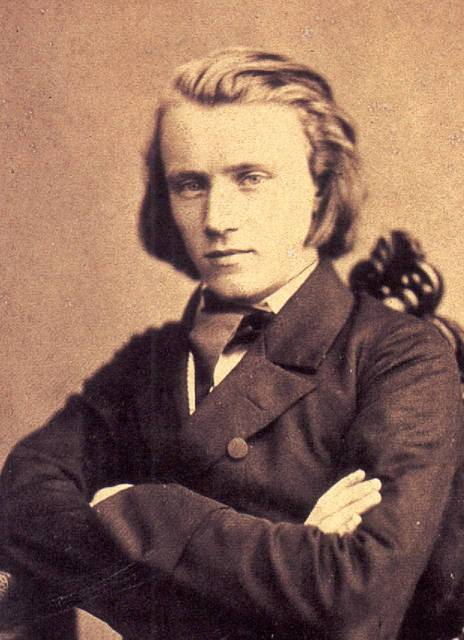
Johannes Brahms, compozitor german
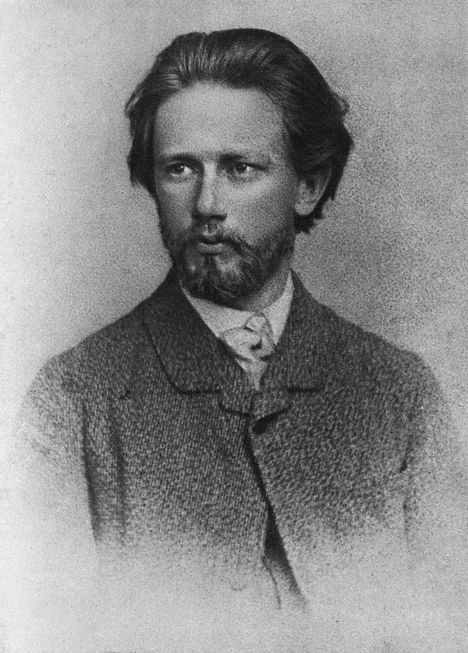
Piotr Ilici Ceaikovski, compozitor rus

- 1833: Johannes Brahms, compozitor, pianist și dirijor german (d. 1897)
- 1840: Piotr Ilici Ceaikovski, compozitor rus (d. 1893)
- 1847: Archibald Primrose, Conte de Rosebery, om de stat englez, prim-ministru al Regatului Unit (d. 1929)
- 1861: Rabindranath Tagore (Thakur Rabindranath), scriitor, poet indian, laureat al Premiului Nobel (d. 1941)
- 1867: Wladyslaw Stanislaw Reymont, scriitor polonez, laureat al Premiului Nobel (d. 1925)
- 1878: Prințesa Isabelle de Orléans, Ducesă de Guise (d. 1961)
- 1887: Benjamin Glazer, scenarist, producător și regizor de filme (d. 1956)
- 1887: Henri Pourrat, scriitor francez (d. 1959)
- 1892: Iosip Broz Tito, om politic și de stat, președintele Iugoslaviei în perioada 1953–1980 (d. 1980)
- 1901: Gary Cooper, actor american (d. 1961)
- 1905: Elly Roman, compozitor român (d. 1996)
- 1909: Edwin Herbert Land, inventator american (d. 1991)
- 1915: Hans Georg Herzog, handbalist al naționalei României (d. 2014)
- 1919: Eva Perón, soția președintelui Juan Perón (d. 1952)

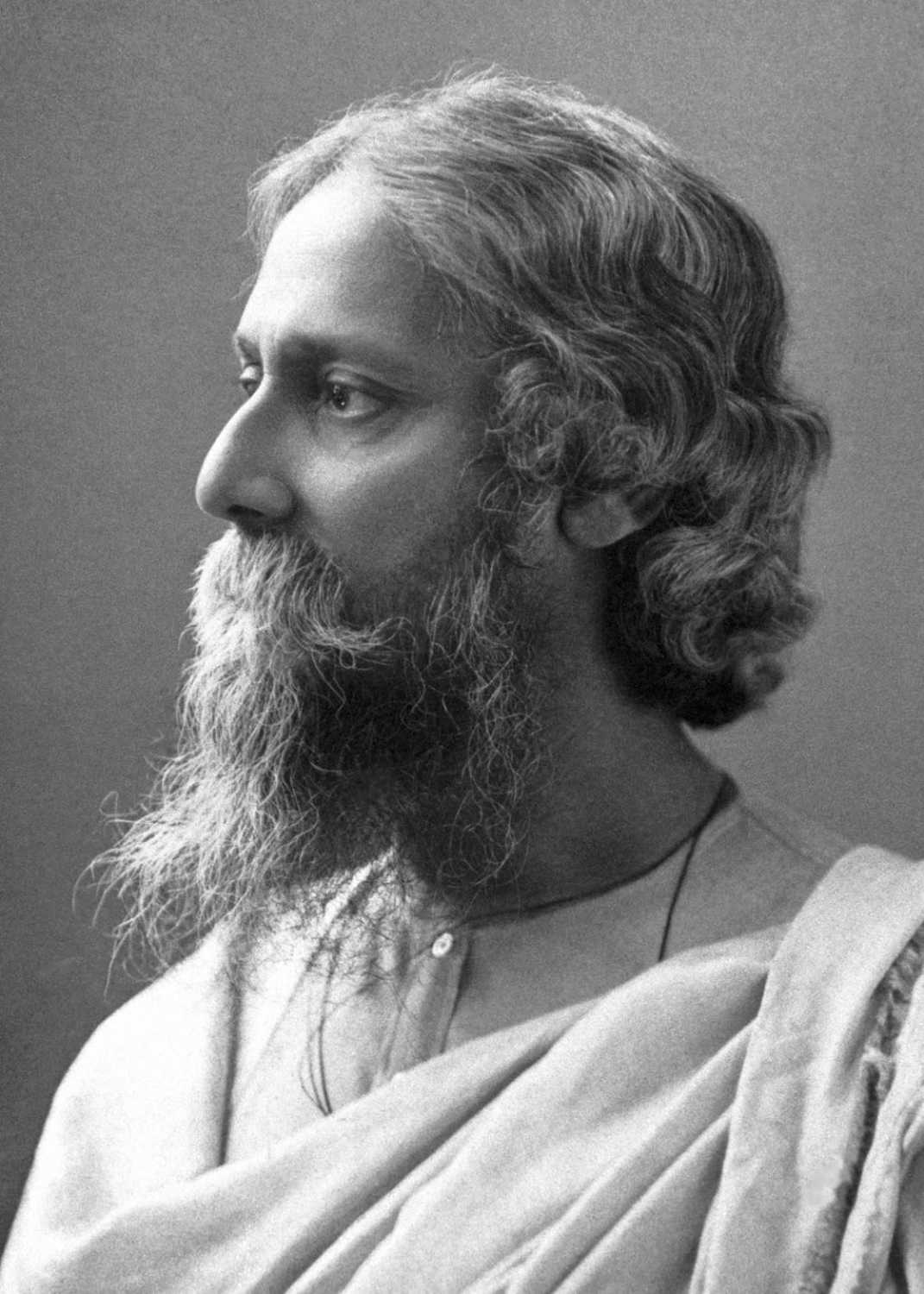
Rabindranath Tagore, poet indian, laureat Nobel
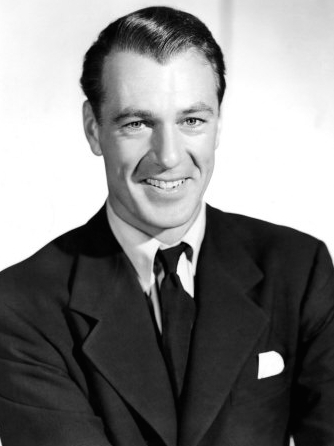
Gary Cooper, actor american
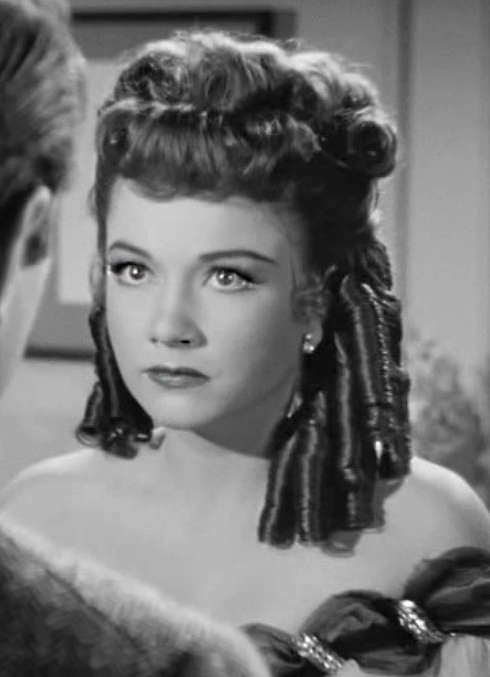
Anne Baxter, actriță americană

- 1922: Ion Ghelu Destelnica, actor, regizor , dramaturg și poet (d.2001)
- 1923: Anne Baxter, actriță americană (d. 1985)
- 1924: Matty Aslan, regizor, scenarist al filmului de animație român (d. 1995)
- 1931: Ștefan Iureș, scriitor român (d. 2013)
- 1933: Silvia Popovici, actriță română (d. 1993)
- 1939: Sidney Altman, biolog canadian, laureat Nobel
- 1940: Vasile Vîșcu, vicepremier al RSS Moldovenești și deținut politic (d. 2010)
- 1943: Peter Carey, scriitor australian
- 1968: Traci Lords, actriță americană
- 1972: Asghar Farhadi, regizor, scenarist și producător iranian
- 1982: Jay Bothroyd, fotbalist englez

## Decese
- 0973: Otto cel Mare, împărat romano-german
- 1060: Ghizela de Bavaria, prima regină a Ungariei, decedată în exil (n. 985)
- 1617: David Fabricius, teolog, cartograf și astronom german (n. 1564)
- 1682: Feodor al III-lea al Rusiei (n. 1661)
- 1718: Mary de Modena, soția regelui Iacob al II-lea al Angliei (n. 1658)

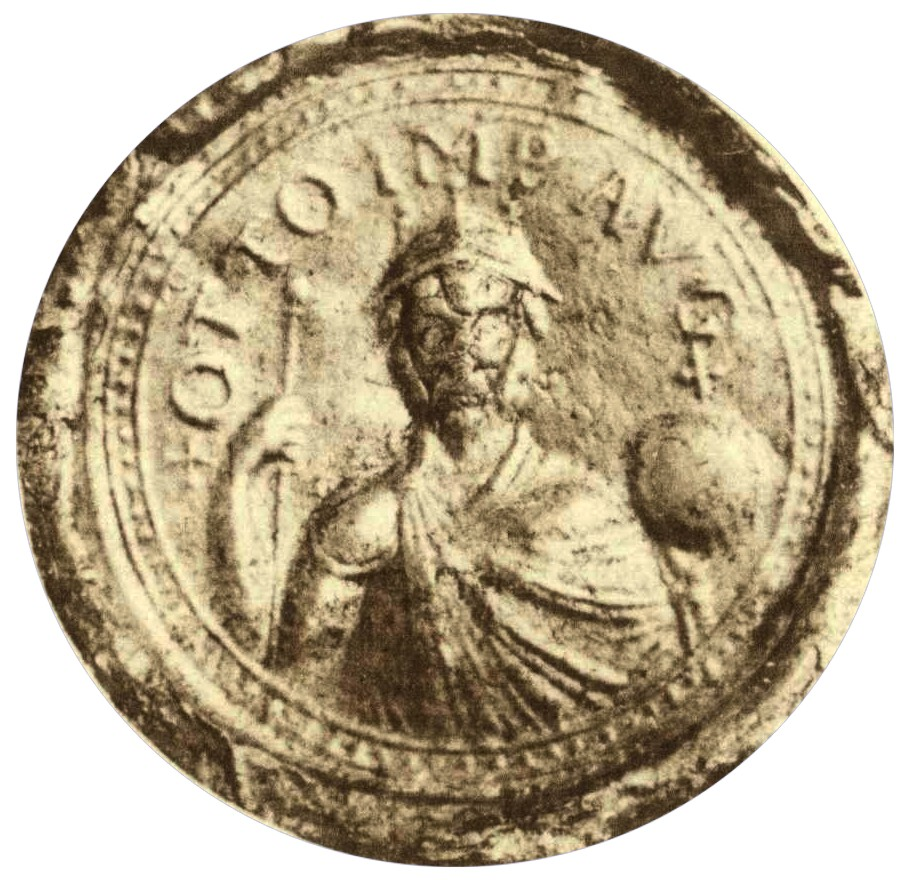
Otto cel Mare, împărat romano-german
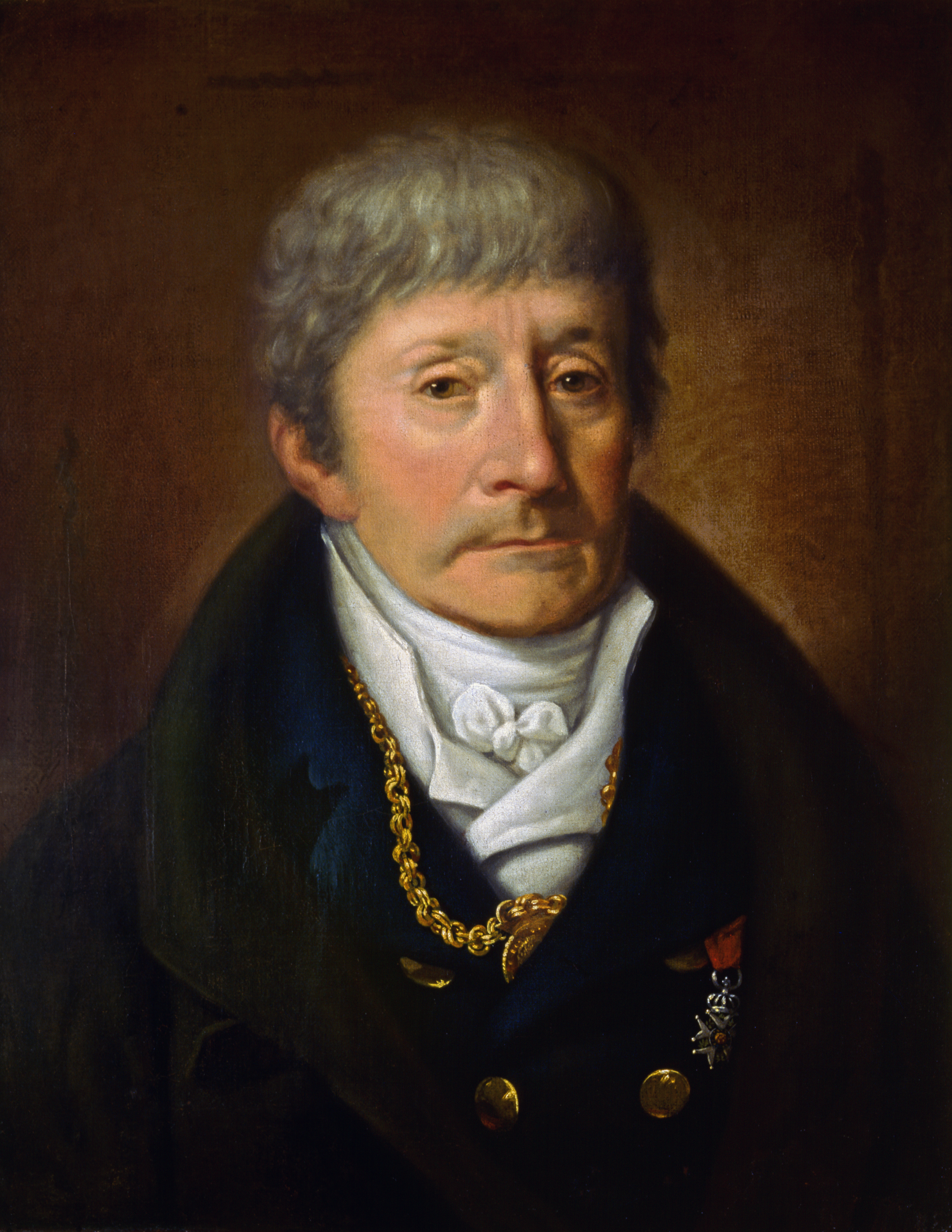
Antonio Salieri, compozitor italian
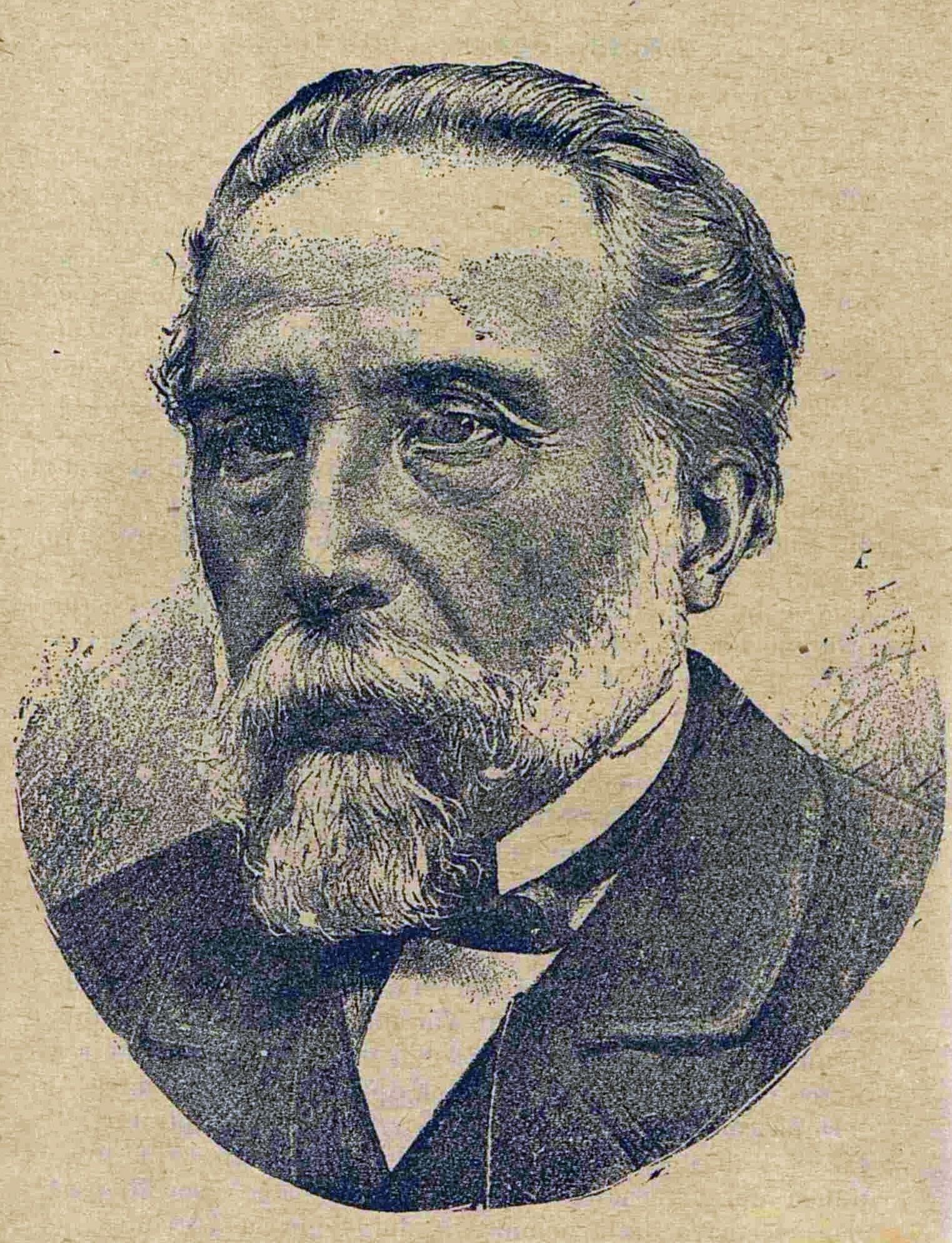
Ion Ghica, scriitor, diplomat, prim-ministru al României

- 1825: Antonio Salieri, compozitor și dirijor italian (n. 1750)
- 1897: Henri d'Orléans, duce de Aumale (n. 1822)
- 1897: Ion Ghica, economist, matematician, scriitor, diplomat, om politic, prim-ministru al României (n. 1816)
- 1920: Constantin Dobrogeanu-Gherea, critic literar român (n. 1855)
- 1937: George Topîrceanu, poet român (n. 1886)
- 1938: Octavian Goga, poet, dramaturg și politician român (n. 1881)
- 1941: James George Frazer, etnograf englez (n. 1854)
- 1951: Warner Baxter, actor american (n. 1889)
- 1963: Ion Luca-Bănățeanu, violonist virtuoz și dirijor român (n. 1894)

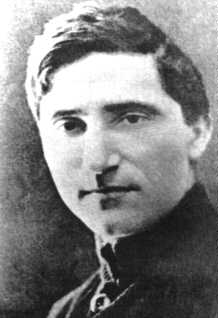
George Topîrceanu, poet român
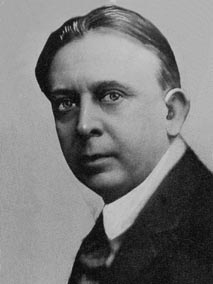
Octavian Goga, poet, politician român
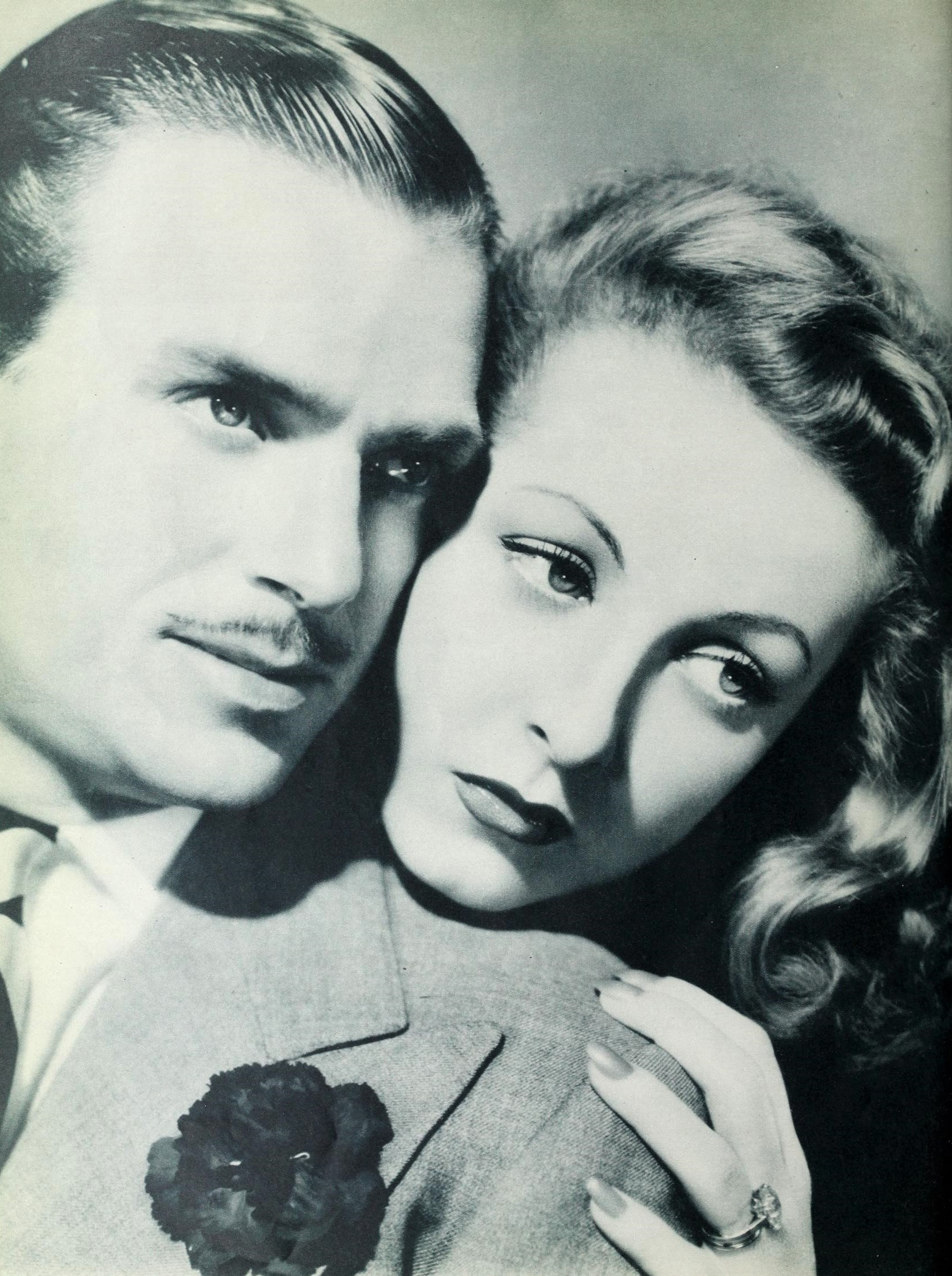
Douglas Fairbanks, Jr., actor american

- 1965: Prințesa Pauline de Württemberg, Prințesă de Wied (n. 1877)
- 1977: Xavier, Duce de Parma (n. 1889)
- 1990: Prințul Andrei de Iugoslavia, al treilea fiu al Regelui Alexandru I al Iugoslaviei (n. 1929)
- 2000: Douglas Fairbanks, Jr., actor american (n. 1909)
- 2007: Octavian Paler, prozator, eseist, reputat jurnalist și editorialist român, comentator al fenomenelor politice și culturale românești (n. 1926)
- 2014: Nazim Al-Haqqani, lider spiritual musulman din Ciprul de Nord (d.1992)
- 2016: Patrick Ekeng, jucător de fotbal camerunez (n. 1990)
- 2019: Franz Remmel, etnolog, jurnalist și scriitor român de limba germană (n. 1931)
- 2022: Iuri Averbah, șahist rus (n. 1922)